# Premi Nacional de Literatura Dramàtica de les Lletres Espanyoles
El Premi Nacional de Literatura Dramàtica (en castellà: Premio Nacional de Literatura Dramática) és un premi literari que atorga anualment el Ministeri d'Educació, Cultura i Esports d'Espanya des de l'any 1992.
Premia a la millor obra en la modalitat de litaratura dramàtica escrita per un autor espanyol, en qualsevol de les llengües oficials de l'Estat, entre totes les obres d'aquest gènere publicades a Espanya l'any anterior. Està dotat amb 20.000 euros.

## Guanyadors
- 1992: Francisco Nieva, per El manuscrito encontrado en Zaragoza
- 1993: Alfonso Sastre, per Jenofa Juncal
- 1994: José María Rodríguez Méndez, per El pájaro solitario
- 1995: Josep Maria Benet i Jornet, per E.R.
- 1996: Sergi Belbel, per Morir
- 1997: Manuel Lourenzo, per Veladas indecentes
- 1998: Jerónimo López Mozo, per Ahlán
- 1999: Agustín García Calvo, per Baraja del rey don Pedro
- 2000: Domingo Miras, per Una familia normal; Gente que prospera
- 2001: Jesús Campos García, per Naufragar en Internet
- 2002: Ignacio Amestoy, per Cierra bien la puerta
- 2003: Fernando Arrabal, per Carta de amor (como un suplicio chino)
- 2004: José Sanchis Sinisterra, per Terror y miseria en el primer franquismo
- 2005: Alberto Miralles, per Metempsicosis
- 2006: Santiago Martín Bermúdez, per Las gradas de San Felipe y empeño de la lealtad
- 2007: Rubén Ruibal, per Limpeza de sangue
- 2008: Miguel Romero Esteo, per Pontifical
- 2009: Paco Bezerra, per Dentro de la tierra
- 2010: Lluïsa Cunillé, per Aquel aire infinito
- 2011: José Ramón Fernández, per La colmena científica o el café de Negrín
- 2012: Angélica Liddell, per La casa de la fuerza[1]
- 2013: Juan Mayorga per La lengua en pedazos[2][3]
- 2014: Manuel Calzada Pérez, per El Diccionario.[4]
- 2015: Laila Ripoll i Mariano Llorente, per El triángulo azul
- 2016: Lola Blasco, per Siglo mío, bestia mía.[5]
- 2017: Alfredo Sanzol, per La respiración.[6]
- 2018: Yolanda García Serrano, per ¡Corre!.[7]
- 2019: Alberto Conejero, per La geometría del trigo.[8]
- 2020: Guillem Clua, per Justícia.[9]
- 2021: Pablo Remón Magaña, per Doña Rosita, anotada.[10]
- 2022: Josep Maria Miró i Coromina, per El cos més bonic que s'haurà trobat mai en aquest lloc.[11]